# Nora Arnezeder
Nora Arnezeder est une actrice française, née le 8 mai 1989 à Paris.
Elle est révélée à l'âge de dix-neuf ans par son rôle de Douce dans le film musical : Faubourg 36 de Christophe Barratier pour lequel elle reçoit le Lumière et l'Étoiles d'or de la meilleure révélation féminine. Le film est un succès public et reçoit des nominations aux Césars et aux Oscars. Ce film lui ouvre les portes du cinéma hollywoodien.

## Biographie

### Jeunesse et formation
Son père, Wolfgang, est catholique autrichien et sa mère, Piera Schinasi, est d'origine juive égyptienne, descendante d'une famille italienne immigrée à Alexandrie avant la Première Guerre mondiale. À l'âge de deux ans, elle quitte Paris avec ses parents pour Aix-en-Provence. À 14 ans, elle part vivre en Indonésie, sur l'île de Bali, pendant un an. Une fois revenue à Paris, elle prend des cours de danse et de chant avec Myrtille Buttner, à l'Académie internationale de danse et de théâtre, au sein de l'école de théâtre de Cabriès à l'âge de 16 ans.[réf. nécessaire]

### Carrière

#### Premiers rôles en France (années 2000)
Après deux années et plusieurs stages privés de comédie au cours Florent, elle joue dans Les Deux Mondes en (2007) et les séries R.I.S Police scientifique et Commissaire Valence.
En 2008, à l'âge de 18 ans, elle décroche le premier rôle d'un long métrage attendu, Faubourg 36, le second long métrage de Christophe Barratier. Ce film la révèle au grand public. Si le film déçoit la critique et au box-office – en comparaison avec le succès précédent du réalisateur, Les Choristes — la comédienne acquiert une visibilité médiatique. 
En 2009, elle devient ainsi l'égérie du parfum Idylle de Guerlain et le spot publicitaire lui donne la possibilité de chanter une reprise de Singin' in the Rain,.
En 2011, elle revient au cinéma en étant au casting de la comédie populaire La Croisière, de Pascale Pouzadoux. Le film est un flop critique et commercial. Elle est aussi au casting de l'audacieuse série d'Arte, Xanadu. Enfin, elle débarque à Hollywood.

#### Passage à Hollywood (années 2010)
Entre 2011 et 2012, elle enchaîne les tournages : elle tourne d'abord le thriller d'action Sécurité rapprochée, avec Ryan Reynolds et Denzel Washington ; puis tient un second rôle dans le drame romantique The Words, porté par le tandem de stars Bradley Cooper et Zoe Saldana ; enfin, elle fait face à Elijah Wood pour le thriller horrifique Maniac, de Franck Khalfoun. Les trois films sortent en 2012, une année particulièrement chargée. À la fin de la même année, sort un long-métrage français qu'elle a tourné un an plus tôt, Ce que le jour doit à la nuit, fresque historique d'Alexandre Arcady adaptée du roman de Yasmina Khadra.
En 2013, elle revient à la tête d'une nouvelle grosse production française : le mélodrame Angélique, une nouvelle version du classique Angélique, marquise des Anges, dans lequel elle reprend le personnage d'Angélique. Sous la direction d'Ariel Zeitoun, ses partenaires sont notamment Gérard Lanvin et Tomer Sisley . En France, le long-métrage est un flop critique et commercial retentissant.
En 2014, elle renoue avec la comédie populaire pour Fiston, de Pascal Bourdiaux, face à Kev Adams.
L'année suivante, elle revient à Hollywood, mais pour des séries télévisées : après un rôle récurrent dans la série d'Amazon Vidéo Mozart in the Jungle, elle enchaîne avec le rôle principal de la série d'aventures Zoo dans lequel elle incarne le personnage Chloé Toussignant. La série est renouvelée pour une deuxième saison, programmée pour l'été 2016, mais son personnage est supprimé au milieu de cette nouvelle saison.
Elle enchaîne avec un rôle récurrent dans une coproduction internationale, la série Riviera, avec Julia Stiles dans le rôle principal. En avril 2018, elle rejoint le casting de la série américaine intitulée Origin, diffusée le 14 novembre 2018 sur YouTube Premium.

### Vie privée
Elle fréquente en 2008 et durant près d'un an l'humoriste marocain Gad Elmaleh. En 2015, elle est en couple avec l'acteur anglais Guy Burnet, dont elle se sépare en 2021.

## Filmographie

### Actrice

#### Longs métrages
- 2007 : Les Deux Mondes de Daniel Cohen : Lyri
- 2008 : Faubourg 36 de Christophe Barratier : Douce
- 2011 : La Croisière de Pascale Pouzadoux : Chloé
- 2012 : Sécurité rapprochée (Safe House) de Daniel Espinosa : Ana Moreau
- 2012 : The Words de Brian Klugman et Lee Sternthal : Celia
- 2012 : Ce que le jour doit à la nuit d'Alexandre Arcady : Émilie Cazenave
- 2012 : Maniac de Franck Khalfoun : Anna
- 2013 : Angélique d'Ariel Zeitoun : Angélique
- 2014 : Fiston de Pascal Bourdiaux : Sandra Valenti
- 2018 : In the Cloud (en) de Robert Scott Wildes : Z
- 2019 : Faraway Eyes de Harry Greenberger : Honey Bee
- 2021 : Army of the Dead de Zack Snyder : Lily alias « Coyote »
- 2021 : La Colonie de Tim Fehlbaum : Blake
- 2021 : Déflagrations de Vanya Peirani-Vignes : Sonia
- 2022 : L'Enfant du paradis de Salim Kechiouche : Garance
- 2024 : Niki de Céline Sallette : Jacqueline de Saint-Phalle
- 2024 : American Star de Gonzalo López-Gallego : Gloria
- 2025 : Tin Soldier de Brad Furman : Evoli Carmichael

#### Courts métrages
- 2014 : Inside Me de Julien Landais (en) : Madeleine
- 2018 : Le Musk (en) de Allah Rakha Rahman : Juliet

#### Téléfilm
- 2006 : Bac +70 de Laurent Levy : Elsa

#### Séries télévisées
- 2006 : Commissaire Valence : Chloé (1 épisode)
- 2007 : R.I.S Police scientifique : Tatiana Goulianova (1 épisode)
- 2011 : Xanadu : Varvara Valadine (8 épisodes)
- 2014-2018 : Mozart in the Jungle : Ana Maria (6 épisodes)
- 2015-2016 : Zoo : Chloé Tousignant (18 épisodes)
- 2017 : Riviera : Nadia (7 épisodes)
- 2018 : Origin : Evelyn Rey (rôle principal - 10 épisodes)
- 2022 : The Offer : Francoise Glazer (10 épisodes)

### Réalisatrice
- 2017 : The Interesting Life Of Paul Chanoui (court métrage)

## Musique
- Duo avec Féloche sur son ré-arrangement de la chanson Singin' in the rain en 2010.
- Interprétation des chansons Loin de Paname, Un recommencement, Attachez-moi, Enterrée sous le bal et Partir pour la mer, dans le film Faubourg 36 (Loin de Paname nommée à l'Oscar de la meilleure chanson).

## Théâtre
- 2012 : Après tout, si ça marche… (Whatever Works), d'après Woody Allen, mise en scène Daniel Benoin, Théâtre National de Nice, Théâtre Marigny
- 2018 : Tu te souviendras de moi d'après François Archambault (adaptation de Philippe Caroit), mise en scène de Daniel Benoin

## Distinctions

### Récompenses
- Lumières de la presse étrangère 2009 : Lumière de la révélation féminine pour Faubourg 36
- Etoiles d'Or de la Presse du Cinéma Français 2009 : Révélation féminine française pour Faubourg 36
- Trophées Jeunes Talents 2009 : Jeune comédien(ne) cinéma pour Faubourg 36.